# Manerbio
Manerbio est une commune italienne de la province de Brescia, dans la région Lombardie.

## Administration
| Période                                  | Période   | Identité          | Étiquette     | Qualité |
| ---------------------------------------- | --------- | ----------------- | ------------- | ------- |
| 15 mai 2023                              | au bureau | Paolo Vittorielli | Liste civique | Maire   |
| Les données manquantes sont à compléter. |           |                   |               |         |

### Communes limitrophes
Bagnolo Mella, Bassano Bresciano, Cigole, Leno, Offlaga, San Gervasio Bresciano, Verolanuova

## Sport
La ville organise chaque année en août un tournoi de tennis sur terre battue du circuit ATP Challenger Tour.

## Personnalités liées a la communauté
- Giacomo Capuzzi (1929-2021), prélat catholique italien.
- Roberto Baronio (1977-), footballeur italien né à Manerbio.

## Jumelages
La commune de Manerbio a signé un accord de jumelage avec :
- Saint-Martin-de-Crau (France)[2]